# 263
| [ Edytuj tabelę ] |                      |
| Władca Korei      | - 248 Chungch’ŏn 270 |
| Papież            | - 259 Dionizy 268    |
| Król Persji       | - 241 Szapur I 272   |
| Cesarz Rzymu      | - 253 Galien 268     |

Rok 263 / CCLXIII
stulecia: II wiek ~
III wiek ~
IV wiek

lata: 253 «
258 «
259 «
260 «
261 «
262 «
263
» 264
» 265
» 266
» 267
» 268
» 273

## Wydarzenia
- Septimius Odenathus przybrał tytuły imperator, corrector totus Orientis. Powstało Cesarstwo Palmyry.
- Upadło królestwo Shu Han w południowo-zachodniej części Chin.

## Zmarli
- Ruan Ji, chiński poeta i konfucjanista (ur. 210).